# Финал Кубка Англии по футболу 1873
Финал Кубка Англии по футболу 1873 года — футбольный матч между командами «Уондерерс» и «Оксфорд Юниверсити», прошедший 29 марта 1873 года на стадионе Лилли Бридж в Лондоне. Это был второй финал старейшего в мире футбольного турнира, Кубка вызова Футбольной ассоциации (также известного как Кубок Англии). Игра была назначена на 11:30 утра для того, чтобы избежать одновременного проведения футбольного матча и ежегодной лодочной гонки «Оксфорд — Кембридж», прошедшей в тот же день. «Уондерерс», одержавший победу в 1872 году, вышел в финал, не сыграв ни одного матча, поскольку первоначальные правила гласили, что защищающая титул команда принимает участие лишь в финале следующего розыгрыша Кубка, тогда как остальные команды разыгрывают вторую путёвку в финал. Оксфордцы вышли в финал, победив в полуфинале шотландский клуб «Куинз Парк», отказавшийся от дальнейшего участия в турнире.
У обеих команд в матче не принимал участия ряд ведущих игроков. Например, у «Уондерерс» не было некоторых игроков, выигравших титул прошлого сезона. Лучшим игроком матча был назван нападающий «Уондерерс» Артур Киннэрд, который открыл счёт в матче. Чарльз Вулластон установил за 10 минут до окончания итоговый счёт — 2:0. В итоге «Уондерерс» стали победителями Кубка Англии во второй раз подряд.

## Путь к финалу
Как победитель предыдущего Кубка Англии, футбольный клуб «Уондерерс» получил прямую путёвку в финал Кубка Англии 1872/73. Это было связано с формой проведения турнира (так называемого Кубка вызова), по правилам которого победитель прошлого сезона играет только один матч в следующем сезоне — финал. Остальные команды пытаются выиграть путёвку в финал, чтобы бросить некий «вызов» защищающей титул команде в борьбе за первенство в этом розыгрыше турнира. Сезон 1872/1873 годов был единственным, когда это правило было использовано.
В первом раунде «Оксфорд Юниверсити» играл дома против «Кристал Пэлас» и победил со счётом 3:2. Во втором раунде оксфордцы играли гостевой матч против «Клэпем Роверс». Матч закончился победой Оксфорда 3:0.
В третьем раунде оксфордцы играли против финалистов прошлого сезона — «Ройал Энджинирс». «Оксфорд» выиграл с минимальным счётом (1:0) и по результатам жеребьёвки должен был встретиться в четвертьфинале с «Мэйденхедом». Поскольку остальные матчи не были сыграны, так как все они были отменены из-за неявки одной из команд, собиравшихся участвовать в матче, «Оксфорд» сыграл с «Мэйденхэдом» единственный матч на стадии четвертьфиналов. Этот матч закончился убедительной победой оксфордцев — 4:0. В полуфинале противником оксфордцев стал ведущий в ту пору шотландский клуб «Куинз Парк», который на протяжении всех 4 предшествовавших полуфиналу стадий не сыграл ни одного матча, потому что во время жеребьёвок ни разу футболистам «королевского парка» не выпало ни одного соперника. Однако «Куинз Парк» снялся с соревнований, автоматически отдав вторую путёвку в финал оксфордцам. По заявлению одного современного источника, шотландцы победили «Оксфорд Юниверсити», но не смогли сыграть финал в Лондоне из-за достаточно долгого и затратного путешествия туда.
| Раунд         | Противник «Оксфорд Юниверсити» | Счёт            |
| ------------- | ------------------------------ | --------------- |
| 1 раунд       | «Кристал Пэлас»                | 3:2             |
| 2 раунд       | «Клэпем Роверс»                | 3:0             |
| 3 раунд       | «Ройал Энджинирс»              | 1:0             |
| Четвертьфинал | «Мейденхед»                    | 4:0             |
| Полуфинал     | «Куинз Парк»                   | Отказ соперника |

## Матч

### Ход матча
Этот матч прошёл 29 марта 1873 года, в один день с лодочной гонкой «Оксфорд — Кембридж». В связи с этим было принято решение провести матч утром, чтобы зрители могли посетить оба спортивных зрелища, запланированных на этот день. Обе команды играли без ключевых игроков. Главный вратарь оксфордцев, Чарльз Нипин получил травму, также, как и четыре ведущих игрока «Уондерерс», включая Томаса Хумана, Уильяма Крейка и Альберта Мейси-Томпсона. Все они были в составе команды-победителя прошлого сезона. Как команде, защищавшей титул, «Уондерерс» было предоставлено право выбрать стадион для проведения на нём финала турнира. Так как клуб не имел официального стадиона, местом проведения матча был выбран Лилль Бридж в Западном Бромптоне, районе Лондона.
На первых минутах матча «Оксфорд Юниверсити» доминировал с большим преимуществом, за счёт имевшегося в составе быстрого Арнолда Керка Смита. Как считал автор публикации в газете The Sportsman: «те одиннадцать игроков хорошо и энергично работали вместе». Однако первый мяч в игре забили всё-таки игроки «Уондерерс», когда Уильям Кеньон-Слейни отправил мяч в ворота. Но гол был не засчитан из-за зафиксированного офсайда. На 27-й минуте матча, капитан «Уондерерс» Артур Киннэрд, которого пресса назвала лучшим игроком матча из-за его навыков дриблинга, отправил мяч в ворота соперника, перед этим обыграв нескольких защитников.
Чтобы изменить ситуацию, оксфордцы переместили своего вратаря Эндрю Лича на позицию нападающего. Эта тактика удачно использовалась вплоть до 80-й минуты, когда Чарльз Вулластон прорвал стену из игроков «Оксфорда» и забил мяч в пустые ворота. Матч закончился со счётом 2:0, «Уондерерс» завоевал второй подряд Кубок Англии. По мнению корреспондента The Field, удар Вулластона был бы отражён, если бы на воротах у оксфордцев был вратарь.

### Отчёт о матче
| Уондерерс                     | 2:0     | Оксфорд Юниверсити |
| ----------------------------- | ------- | ------------------ |
| - Киннэрд 27′ - Вулластон 80′ | (отчёт) |                    |

|           |           |                              | Уондерерс                                        | Оксфорд Юниверсити                               |                    |                    |                    |
| Уондерерс | Уондерерс | Уондерерс                    |                                                  |                                                  | Оксфорд Юниверсити | Оксфорд Юниверсити | Оксфорд Юниверсити |
| Вр        |           | Реджиналд Уэлч               |                                                  |                                                  | Вр                 |                    | Эндрю Лич          |
| Защ       |           | Леонард Хауэлл               |                                                  |                                                  | Защ                |                    | Чарльз Макарнесс   |
| Хав       |           | Эдвард Боуэн                 |                                                  |                                                  | Хав                |                    | Фрэнсис Берли      |
| Нап       |           | Чарльз Вулластон             |                                                  |                                                  | Нап                |                    | Чарльз Лонгман     |
| Нап       |           | Роберт Кингсфорд             |                                                  |                                                  | Нап                |                    | Арнолд Керк Смит   |
| Нап       |           | Александер Бонсор            |                                                  |                                                  | Нап                |                    | Уолпол Вайдал      |
| Нап       |           | Капитан Уильям Кеньон-Слейни |                                                  |                                                  | Нап                |                    | Фредерик Мэддисон  |
| Нап       |           | Чарльз Томпсон               | Регламент матча:                                 | Регламент матча:                                 | Нап                |                    | Катберт Оттауэй    |
| Нап       |           | Джулиан Стерджис             | 90 минут основного времени.                      | 90 минут основного времени.                      | Нап                |                    | Гарольд Диксон     |
| Нап       |           | Артур Киннэрд                | 30 минут дополнительного времени в случае ничьи. | 30 минут дополнительного времени в случае ничьи. | Нап                |                    | Уолтер Пейтон      |
| Нап       |           | Генри Холмс Стюарт           | Переигровка в случае ничьей.                     | Переигровка в случае ничьей.                     | Нап                |                    | Джон Роберт Самнер |
|           |           |                              | Замены не предусмотрены.                         |                                                  |                    |                    |                    |

|  |

## После матча
Помимо поражения в футбольном матче оксфордские спортсмены также проиграли представителям Кембриджа в лодочной гонке. Вплоть до 1882 года кубок вручался не на стадионе непосредственно сразу после матча, а на ежегодном ужине в ресторане. Так было и в этот раз: через месяц, на ужине в ресторане Pall Mall, трофей был вручён клубу «Уондерерс».